# Fuga: Melodies of Steel
A Fuga: Melodies of Steel (japánul Senjō no Fūga,  戦場のフーガ) egy taktikai szerepjáték, amelyet a CyberConnect2 fejlesztett és adott ki. Ez a negyedik játék a cég Little Tail Bronx sorozatában, és a Tail Concerto és a Solatorobo: Red the Hunter előzményeként szolgál. A játék egy háború sújtotta világban játszódik, ahol antropomorf kutyák és cicák laknak (Caninu és Felineko, japán szillabáriummal イヌヒト és ネコヒト), és ahol egy csoport gyerek küzd a túlélésért egy óriási steampunk tank fedélzetén egy ellenséges nemzet katonái ellen. A játék 2021 júliusában jelent meg Microsoft Windowsra, Nintendo Switchre, PlayStation 4-re, PlayStation 5-re, Xbox One-ra és Xbox Series X/S-re.
Folytatását, a Fuga: Melodies of Steel 2 játékot 2022 júliusában jelentették be, és 2023. május 11-én adták ki.

## Háttér
A Fuga egy háború sújtotta világban játszódik, ahol a fasiszta Berman Birodalom elpusztít egy falut és elrabolja a lakosokat. A támadás után tizenegy túlélő gyermek összefog, és felszállnak a gigantikus Taranis tankra – egy ősi, de technológiailag fejlett civilizáció ereklyéjére – hogy végighaladjanak a veszélyes tájon és megmentsék fogságba esett családjaikat. A Taranison található a Soul Cannon nevű csodafegyver, amely hatalmas pusztításra képes, de ezt a legénység egyik tagjának élete árán éri el: a főszereplőknek ki kell választaniuk, hogy mikor és kit áldozzanak fel, hogy a csoport célba érjen. A játék tizenkét fejezetre oszlik, és több befejezést tartalmaz a játékos választásaitól és a túlélő karakterek számától függően.

## Fejlesztés
2018 februárjában a CyberConnect2 toborzási akciót jelentett be „Next Plan” projektjéhez, amely a következő évtized tervezési fókuszát új, eredeti címekre helyezi át. Ezek közül az elsőt, a Fuga: Melodies of Steel-t a 2019-es Anime Expo kiállításon mutatta be a fejlesztő a Little Tail Bronx sorozat részeként, mint az első saját kiadású játékát. Ez a franchise első stratégiai szerepjátéka, és úgy tervezték, hogy hasonlítson a roguelike játékokhoz, ahol a történet próbálgatás (trial and error) útján halad előre. A helyszín a második világháború Franciaországán alapult, egy olyan hangulatú világban ahol a főszereplők „megtapasztalják a háború borzalmait és kegyetlenségét”, ugyanakkor „a Little Tail Bronx sorozatra jellemző fényes és vidám légkört is ábrázol." A Fuga: Melodies of Steel az első az úgynevezett „Trilogy of Vengeance” játékhármasból (a Tokyo Ogre Gate és Cecile mellett) amelyeket kisebb csapatok készítettek, és a bosszúállás közös témája köti össze őket.
A projektet egy játéktervező versennyel indította a CyberConnect2 (C5 Project Initiative), ahol munkatársak különböző ötleteket gyűjtöttek össze. A Fugát eredetileg a többi Vengeance játékkal együtt 2019 végén akarták kiadni, de 2020 elejére tolták, majd 2021-re. A játék a korábban bejelentett Microsoft Windows, Nintendo Switch, PlayStation 4 és Xbox One platformokon kívül PlayStation 5- re és Xbox Series X/S-re jelent meg 2021. július 29-én. A játék fejlesztési költségvetése meghaladta a 327 millió jent. 2022 februárjában Yoann Gueritot kreatív igazgató bejelentette, hogy a Fuga trilógiává válik.

## Játékmenet
A Fuga: Melodies of Steel egy taktikai szerepjáték, amely stratégiai, lövöldözős és roguelike játékelemeket tartalmaz. A játék két fő fázisra oszlik: harc és szünetek. A harci fázisok klasszikus, forduló alapú (turn-based) módban zajlanak. A szünetekben „akciópontok” felhasználásával kapcsolatokat alakíthatunk ki a főszereplők között (így azok jobban együtt tudnak működni egymással a harcok során). A szereplők érzelmeinek kezelése (például félelem, szomorúság, depresszió) szintén szerepet játszik a karakterstatisztikákban.

## Fogadtatás
| Összegzőoldal | Értékelés                         |
| ------------- | --------------------------------- |
| Metacritic    | PC: 84/100 XSX: 89/100 NS: 82/100 |

| Szerző                | Értékelés |
| --------------------- | --------- |
| Famicú                | 33/40     |
| Nintendo World Report | 7/10      |
| RPGFan                | 70/100    |

A Fuga: Melodies of Steel „általában kedvező kritikákat” kapott a Metacritic értékelésgyűjtő szerint.

## Adaptációk
2021 augusztusában a CyberConnect2 bejelentette, hogy egy manga adaptáció van készülőben Fuga: Melodies of the Battlefield címen. Az Adacsi Takafumi által írt és illusztrált manga 2021. december 7-én jelent meg.

## Fordítás
- Ez a szócikk részben vagy egészben  a   Fuga: Melodies of Steel című angol Wikipédia-szócikk ezen változatának fordításán alapul.  Az eredeti cikk szerkesztőit annak laptörténete sorolja fel. Ez a jelzés csupán a megfogalmazás eredetét és a szerzői jogokat jelzi, nem szolgál a cikkben szereplő információk forrásmegjelöléseként.

## Külső hivatkozások
- Hivatalos honlap